# Yngve Nilsson (politiker)
Nils Yngve Nilsson, Yngve Nilsson i Trobro, född 12 september 1909 i Östra Vrams församling, död 5 januari 1977 i Östra Vram, var en svensk lantbrukare och moderat politiker.
Nilsson var ledamot av riksdagens första kammare 1956–1970. Han invaldes som ledamot i den nya enkammarriksdagen 1971.
Nilsson innehade 1965–1970 posten som andre vice partiordförande för Högerpartiet, som 1969 bytte namn till Moderata samlingspartiet. Han är begravd på Östra Vrams kyrkogård.